# マルグリット・ド・ロレーヌ (1615-1672)
マルグリット・ド・ロレーヌ（Marguerite de Lorraine, 1615年7月22日 - 1672年4月13日）は、フランス王ルイ13世の弟オルレアン公ガストンの2番目の妃。父はロレーヌ公フランソワ2世、母はザルム女伯クリスティーナ。

## 生涯
父フランソワは元来はヴォーデモン伯であり、マルグリットは元はマルグリット・ド・ヴォーデモン（Marguerite de Vaudémont）と呼ばれた。マルグリットの兄シャルル4世がロレーヌ公位を継承し、またフランソワもこの継承問題にからんで1625年に数日間だけロレーヌ公となったため、マルグリットもマルグリット・ド・ロレーヌとして知られることになった。
マルグリットは1632年にナンシーでオルレアン公ガストンと結婚した。2人の間には1男4女が生まれ、3女が成人に達した。
- マルグリット・ルイーズ（1645年 - 1721年） - トスカーナ大公コジモ3世・デ・メディチと結婚
- エリザベート・マルグリット（1646年 - 1696年） - ギーズ公ルイ・ジョゼフと結婚
- フランソワーズ・マドレーヌ（1648年 - 1664年） - サヴォイア公カルロ・エマヌエーレ2世と結婚
- ジャン・ガストン（1650年 - 1652年）
- マリー・アンヌ（1652年 - 1656年）